# Едгай
Едгай (на английски: Edguy) е пауър метъл група от Фулда, Германия, която е създадена през 1992 година. Считани за наследници на стила на Айрън Мейдън, Gamma Ray и ранния Хелоуин.

## История
Едгай е основана от 14-годишните ученици Тобиас Замет, Йенс Лудвиг, Дирк Зауер и Доминик Щорх като кавър-група. Името „Едгай“ е заимствано от епитет на техен учител по математика по това време.
Следват два демо-албума записани от групата, която веднага получава договор с AFM Records през 1995 година. Първите им два албума не са много успешни, но с Vain Glory Opera през 1998 г. постигат значителен напредък, благодарение отчасти на продуценството (соло китара и допълнителни дейности) на Тимо Толки от Стратовариус, както и гост вокалистът на Блайнд Гардиън Ханси Кюрш.
След още два албума получават договор от немския лейбъл Nuclear Blast (Нюклиър Бласт, в превод от английски: „ядрен взрив“) през 2004 година.
През 2001 г., Тобиас Замет издава първият си албум от негов страничен проект с Авантейжа, широк обхват от метал опера с участието на много известни музиканти, и метъл вокалисти.
След подписването с Nuclear Blast, Едгай записват два пълнометражни албума, последвани от най-новия Tinnitus Sanctus, като това помага да продължат договора си за още три албума. 

## Дискография

### Демота
- Evil Minded (1994)
- Children of Steel (1994)

### Студио албуми
- Savage Poetry (1995)
- Kingdom of Madness (1997)
- Vain Glory Opera (1998)
- Theater of Salvation (1999)
- The Savage Poetry (2000)
- Mandrake (2001)
- Hellfire Club (2004)
- Rocket Ride (2006)
- Tinnitus Sanctus (2008)
- Age of the Joker (2011)
- Space Police: Defenders of the Crown (2014)

### Албуми на живо
- Burning Down the Opera (2003)
- Fucking With Fire - Live (2009)

### Сингли
- La Marche Des Gendarmes (2001)
- Painting on the Wall (2001)
- Lavatory Love Machine (2004)

### EP
- King of Fools (2004)
- Superheroes (2005)

### Компилации
- Hall of Flames (2004)
- The Singles (2008)
- Monuments (2017)

### DVD
- Superheroes (2005)
- Live in Beijing (издаден само в Китай)
- Fucking With Fire - Live (2009)
- Monuments (2017)

### Видео
- All the Clowns (2001)
- King of Fools (2004)
- Lavatory Love Machine (2004)
- Superheroes (2005)
- Ministry Of Saints (2008)
- Robin Hood (2011)
- Love Tyger (2014)